# Chemnitz-Mittelbach
Mittelbach ist ein Stadtteil von Chemnitz in Sachsen. Er wurde am 1. Januar 1999 eingemeindet.

## Geographie
Mittelbach liegt im äußersten Westen von Chemnitz. Angrenzende Gemeinden und Chemnitzer Stadtteile sind Grüna im Norden, Reichenbrand im Osten, der Jahnsdorfer Ortsteil Leukersdorf und das zu Lugau gehörende Ursprung im Süden sowie die Stadt Oberlungwitz im Westen.

## Geschichte

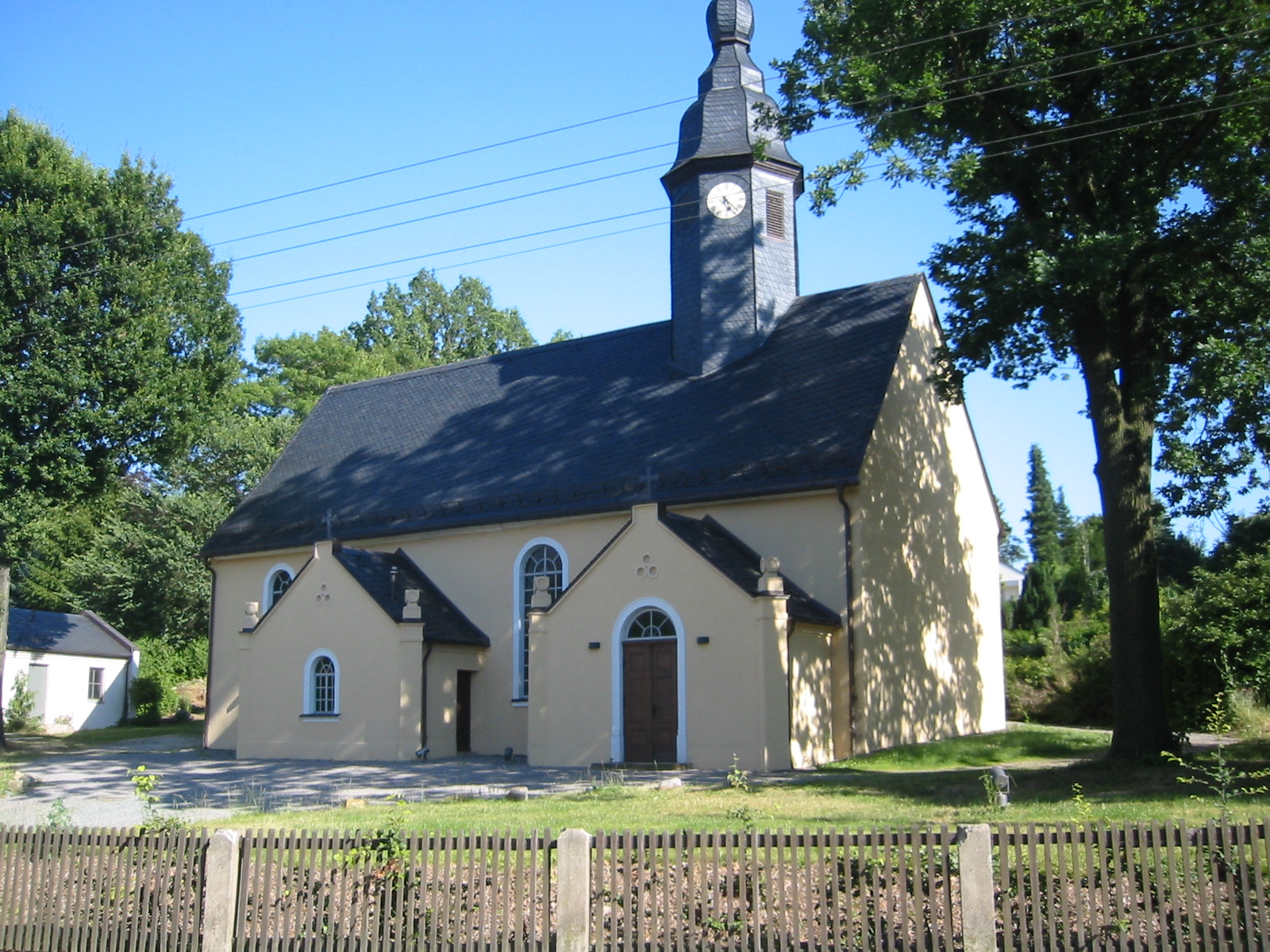
Peter-Pauls-Kirche in Mittelbach

Das als Waldhufendorf angelegte Mittelbach wurde erstmals 1331 urkundlich erwähnt. In dieser Urkunde wird dem Ort bestätigt, dass er einen Gasthof haben darf. Zunächst gehörte Mittelbach der Herrschaft Rabenstein an, kam aber vermutlich schon vor 1375 an das Chemnitzer Benediktinerkloster und dann 1546 an das kurfürstliche Amt Chemnitz – lediglich ein einziges Gut in Mittelbach, ein „Richtergut“ blieb davon unbetroffen. Die obere und niedere Gerichtsbarkeit steht nun dem Amt Chemnitz zu. Doch die rechtliche Unabhängigkeit des „Richtergutes“ wird 1548 zugestanden.
Im Dreißigjährigen Krieg verlangten durchziehende Truppen unerträglich hohe Abgaben und plünderten auch. Am 4. April 1639 kommt es nahe dem heutigen unteren Ortsausgang (Richtung Reichenbrand) am „roten Hübel“ zu einem Gefecht zwischen kaiserlichen und schwedischen Truppen. Gefallene wurden hier bestattet.
1729 wurde zwar mit der Strumpfwirkerei begonnen, aber eine Industrie setzte sich hier nur spärlich durch. Im 19. Jahrhundert gab es noch zwei Ziegeleien.
Mittelbach war vom 19. Jahrhundert bis in die Mitte des 20. Jahrhunderts geprägt von mittelständischen Textilfabriken (darunter Eiding, Hähle, Herzog und Nestler) und mittelbäuerlichen Betrieben. Außerhalb der Ortslage, am Landgraben, gab es ein großes Mineralölwerk (die „Ölbude“). Der Ort hatte eine ausgewogene kommunale Infrastruktur. Seit 1914 war er an das Hochdruck-Trinkwassernetz angeschlossen, seit 1915 an das Gaswerk Siegmar. 1948 gab es im Ort u. a. das 1908 erbaute Rathaus mit der Gemeindeverwaltung und dem Standesamt, die Grundschule mit Turnhalle, eine Gemeindebücherei, eine Arztpraxis (Dr. Hiersemann), ein Postamt (seit 1888), eine Sparkassenfiliale, eine Verkaufsstelle des Konsums und mehrere Einzelhändler, sechs Gaststätten, vier Bäcker, zwei Fleischer, eine Sattlerei, eine Getreidemühle, zwei Kfz-Werkstätten, einen Schmied und zwei Gartenbaubetriebe. Die meisten Bewohner des Orts arbeiteten in den ortsansässigen Betrieben oder für diese als Heimarbeiter oder in Betrieben in Chemnitz und u. a. in Oberlungwitz.
Seit 1919 bis zum Machtantritt der NSDAP hatte Mittelbach auf dem linken Spektrum neben einer KPD-Gruppe einen großen und kommunalpolitisch einflussreichen SPD-Ortsverein. Zu den ersten Amtshandlungen der Nationalsozialisten gehörte die Inhaftierung missliebiger Mittelbacher. U.a. wurde der Vorsitzende des Sozialdemokratischen Bezirksvereins, Walter Demmler, für mehrere Monate in „Schutzhaft“ genommen und von seiner Funktion als Lagerhalter des Konsums entfernt, weil er sich weigerte, der Nationalsozialistische Deutsche Arbeiterpartei beizutreten.
Am 1. Januar 1999 wurde Mittelbach nach Chemnitz eingemeindet.

### Bergbau in Mittelbach

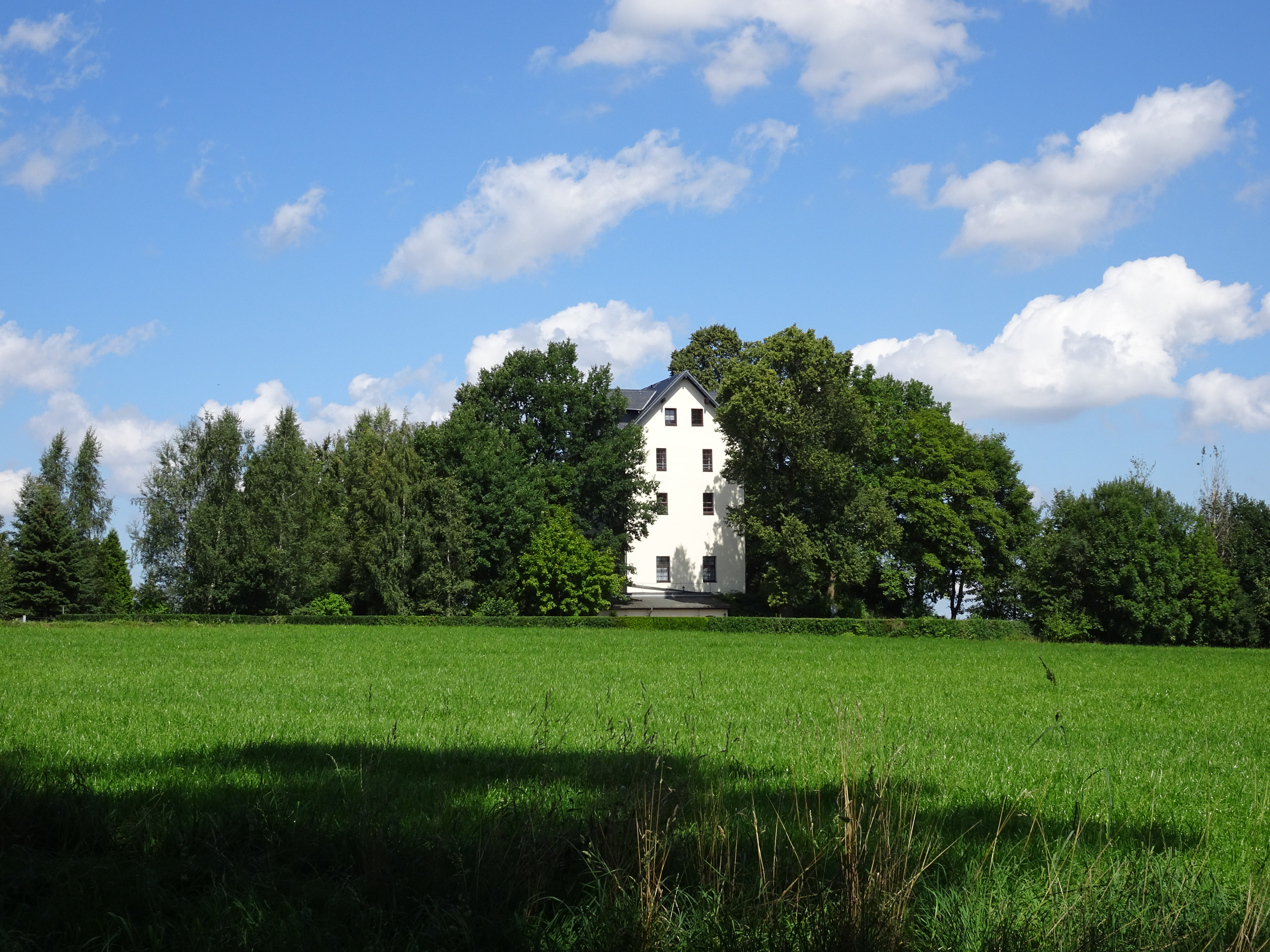
Mittelbacher „Schachthaus“ (Förderturm, ab 1860), mit herum aufgeschütteter Halde

Bis Mittelbach und Harthau reichten Ausläufer des Lugau-Oelsnitzer Steinkohlenflözes (genauer: „Lugau-Würschnitzer Steinkohlenflöz“).
Auf der Suche nach Steinkohle wurde ab 1857 am „Landgraben“, zwischen Mittelbach und Wüstenbrand, der „Dufour-Schacht“ abgeteuft. Um 1860 wurde in der Nähe das „Schachthaus“ (Landgraben Nr. 8), ein früher Förderturm, auf einem neuen Schacht errichtet. Bis 1863 wurde dieser neue Schacht bis auf eine Tiefe von 664 Ellen abgeteuft. Soweit „Dresdner Ellen“ gemeint waren, die ab 1858 gültig waren in Sachsen, wäre dies eine Schachtteufe von knapp über 376 m gewesen.
Da der Steinkohlen-Abbau hier nicht rentabel war, stellte man die Aktivitäten 1863 ein.
Um das Haus herum wurde eine Halde aufgeschüttet, weswegen es scheinbar auf einer Erhebung steht.
Das denkmalgeschützte Mittelbacher „Schachthaus“ blieb bis heute erhalten. Es diente bis etwa in die 1970er Jahre als Wohnhaus, ehe es dann am Ende der DDR-Zeit, in den 1980er Jahren, leerstand. 1993 wurde es privatisiert, und seither als Pension und Partylokation genutzt. Es befindet sich alleinstehend auf einer Erhebung mitten in einem Feld und ist Bäumen umstanden.
Die Denkmalliste Mittelbachs schreibt dazu: „dreigeschossiges Bauwerk, zwei Geschosse Bruchstein, ein Geschoss später aufgesetzt“.

## Politik

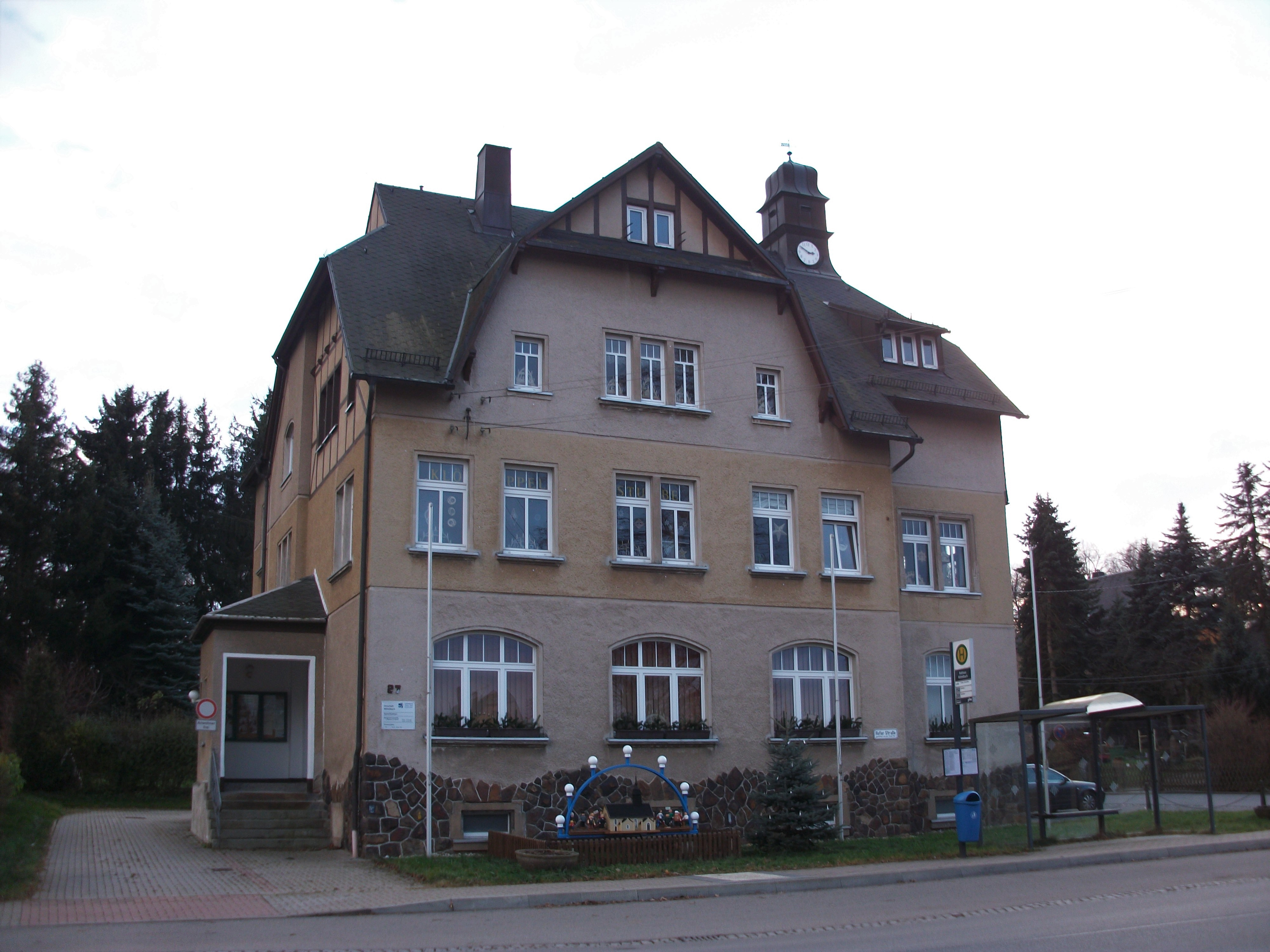
Ortschaftsverwaltung Chemnitz-Mittelbach mit Außenschwibbogen

| Ortschaftsratswahl Mittelbach 2019Wahlbeteiligung: 71,0 % 6050403020100 58,1 %32,6 %9,2 % FWGHVMbCDUGewinne und Verlusteim Vergleich zu 2014 %p 35 30 25 20 15 10 5 0 −5−10−15−20−25−30−35−2,1 %p+32,6 %p−30,6 %pFWGHVMCDUAnmerkungen:b Heimatverein Mittelbach | Sitzverteilung im Ortschaftsrat Mittelbach seit 2019Insgesamt 10 Sitze - HVM: 3 - FWG: 6 - CDU: 1 |

## Bevölkerungsentwicklung
1834: 997
1871: 1762
1910: 2322
1939: 2547
1950: 2677
1990: 1536
2013: 2188

## Vereine
- Heimatverein Mittelbach e. V.
- Schützengesellschaft Mittelbach e. V. 1875
- Privates Zigarrenkollegium zu Mittelbach
- Förderverein der Grundschule
- Brandschutzförderverein
- Mittelbacher Sportverein 08
- FSV Grüna-Mittelbach e. V.

## Hotels und Gaststätten
- Hotel Abendroth
- Ristorante Bellini

## Verkehr

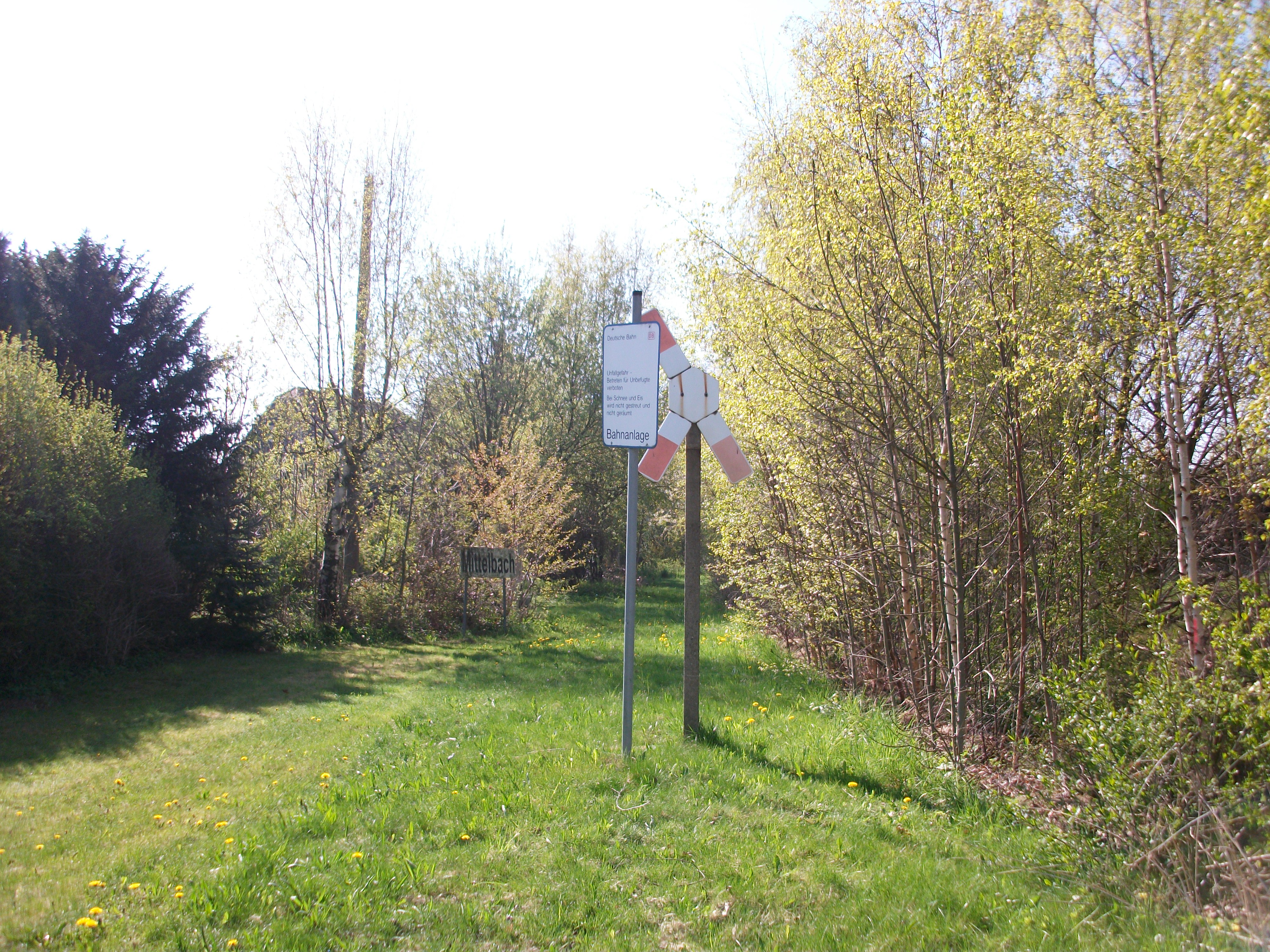
Ehemaliger Haltepunkt Mittelbach (2016)

Durch Mittelbach führt die B 173 (Hofer Straße). Mit den Buslinien 152 und 251 ist der Stadtteil mit dem Chemnitzer Stadtteil Schönau (Endhaltestelle Straßenbahnlinie 1) verbunden.
Seit 1858 existiert die Bahnstrecke Neuoelsnitz–Wüstenbrand, die auch durch Mittelbach führt. Ein Haltepunkt wurde jedoch erst im Jahr 1896 eingerichtet. Der Personenverkehr auf der Strecke ist 1990 eingestellt worden.

## Sehenswürdigkeiten
- Schachthaus (Privatbesitz), ehem. Steinkohle-Förderturm (um 1860)
- Peter-Pauls-Kirche (Dorfkirche) mit ehem. romanischer Kapelle des 14. Jh. (ehem. westlicher Seitenanbau der Kirche). In der Kirche befindet sich ein Altar von Hans Witten aus dem Jahre 1512.